# Jindřich Langner
Jindřich Langner (1. října 1870 Pecka – 29. prosince 1956 Domoušice) byl český katolický vlastenecký kněz, čestný kanovník litoměřické kapituly do roku 1956.

## Život
Pocházel z podkrkonoší z Pecky v okrese Jičín, kde se narodil v roce 1870. Absolvoval gymnázium v Jičíně a poté zde dva roky vyučoval. Ke kněžštví studoval v litoměřickém bohosloveckém semináři. Po vysvěcení na kněze 10. července 1898 působil jako kaplan v Šumburku. V prvních letech 20. století byl ustanoven do Liberce jako duchovní správce pro věřící české národnosti. Severní Čechy prožívaly v této době národnostní neklid mezi českým a německým mluvícím obyvatelstvem. V Liberci působil i za I. světové války. Jeho činnost byla charitativní a křesťansko-sociální. Náboženství vyučoval v českém jazyce, čímž v tehdy převážně německy mluvícím Liberci, velmi popuzoval.
Po vzniku Československa, pro napětí způsobené jeho nesmlouvavým českým vlasteneckým postojem, byl přeložen do farnosti Raná v lounském okrese. Stal se vikářem lounského vikariátu, kde působil do začátku německé okupace. Národnostní nenávistí ze strany německého obyvatelstva byl opět donucen k odchodu, a v roce 1939 byl ustanoven farářem v Domoušicích, kde dožil. Povahou byl skromný, srdečný a laskavý s příkladným vlasteneckým uvědoměním. Za svou věrnou službu byl jmenován osobním arciděkanem, konzistorním radou v Litoměřicích a čestným kanovníkem litoměřické kapituly.